# Campfire Cooking in Another World with My Absurd Skill
Campfire Cooking in Another World with My Absurd Skill (jap. とんでもスキルで異世界放浪メシ Tondemo sukiru de isekai hōrō meshi) – seria light novel napisana przez Rena Eguchiego i zilustrowana przez Masę. Początkowo była publikowana jako powieść internetowa w serwisie Shōsetsuka ni narō. Następnie została przejęta przez wydawnictwo Overlap, które wydaje ją jako light novel od listopada 2016 pod imprintem Overlap Novels.
Na jej podstawie powstała manga zilustrowana przez Akagishi K, która ukazuje się w magazynie internetowym „Comic Gardo” od marca 2017. Spin-off w formie mangi, zilustrowany przez Momo Futabę, publikowany jest w tym samym magazynie od sierpnia 2018. Na podstawie powieści powstał również serial anime wyprodukowany przez studio MAPPA, który był emitowany od stycznia do marca 2023. Premiera drugiego sezonu zaplanowana jest na październik 2025.

## Fabuła
Grupa czterech Japończyków składająca się z trzech licealistów i jednego dorosłego, zostaje przyzwana do innego świata przez Królestwo Reijseger, które prosi ich o pomoc w wojnie z demonami. W wyniku rytuału przywołania, trzej uczniowie zyskują potężne magiczne zdolności i zostają bohaterami. Jednak dorosły, zwykły pracownik imieniem Tsuyoshi Mukouda, okazuje się mieć tylko moc o nazwie „Zakupy Online”. Podejrzliwy co do prawdziwych intencji królestwa, przekonuje szlachtę, że jego umiejętność jest bezużyteczna, co pozwala mu odejść i prowadzić proste życie w nowym świecie. Eksperymentując ze swoją nową umiejętnością, odkrywa, że jest w stanie natychmiastowo zamówić jedzenie i inne produkty z Japonii. Podczas swoich podróży spotyka mitycznego wilka, znanego jako Fenrir, który żąda, aby nakarmił go posiłkiem. Po kilku porcjach, Fenrir tak bardzo polubił jedzenie Mukody, że postanawia zostać jego chowańcem i przyjmuje imię Fel. Kontynuując swoją podróż, Mukoda spotyka inne legendarne bestie, które zawierają z nim kontrakty w celu zdobycia pożywienia i dóbr z innego świata.

## Bohaterowie
- Tsuyoshi Mukouda (jap. 向田剛志 Mukōda Tsuyoshi)

Seiyū: Yoshimasa Hosoya (drama CD), Yuma Uchida (anime) 
- Fel (jap. フェル Feru)

Seiyū: Tomokazu Sugita (drama CD), Satoshi Hino (anime) 
- Sui (jap. スイ)

Seiyū: Misaki Kuno (drama CD), Hina Kino (anime) 
- Dora-chan (jap. ドラちゃん)

Seiyū: Hiro Shimono (drama CD) 
- Gonjii (jap. ゴン爺)

- Ninrir (jap. ニンリル Ninriru)

Seiyū: Ayane Sakura (drama CD), Maaya Uchida (anime) 
- Agni (jap. アグニ Aguni)

Seiyū: Yō Taichi (anime) 
- Kisharle (jap. キシャール Kishāru)

Seiyū: Yūko Kaida (anime) 
- Rusalka (jap. ルサールカ Rusāruka)

Seiyū: Saho Shirasu (anime) 

## Light novel
Seria po raz pierwszy ukazała się 5 stycznia 2016 jako powieść internetowa w serwisie Shōsetsuka ni narō. Później została przejęta przez wydawnictwo Overlap, które od 25 listopada 2016 wydaje ją jako light novel pod imprintem Overlap Novels. Według stanu na 25 kwietnia 2023, do tej pory wydano 14 tomów.
| Nr | Data wydania (język japoński) | ISBN (język japoński)  |
| -- | ----------------------------- | ---------------------- |
| 1  | 25 listopada 2016             | ISBN 978-4-86-554167-0 |
| 2  | 25 marca 2017                 | ISBN 978-4-86-554204-2 |
| 3  | 25 lipca 2017                 | ISBN 978-4-86-554239-4 |
| 4  | 25 grudnia 2017               | ISBN 978-4-86-554296-7 |
| 5  | 25 kwietnia 2018              | ISBN 978-4-86-554310-0 |
| 6  | 25 stycznia 2019              | ISBN 978-4-86-554441-1 |
| 7  | 25 lipca 2019                 | ISBN 978-4-86-554525-8 |
| 8  | 25 stycznia 2020              | ISBN 978-4-86-554597-5 |
| 9  | 25 września 2020              | ISBN 978-4-86-554745-0 |
| 10 | 25 maja 2021                  | ISBN 978-4-86-554915-7 |
| 11 | 25 listopada 2021             | ISBN 978-4-82-400046-0 |
| 12 | 25 czerwca 2022               | ISBN 978-4-82-400214-3 |
| 13 | 25 grudnia 2022               | ISBN 978-4-82-400366-9 |
| 14 | 25 kwietnia 2023              | ISBN 978-4-82-400470-3 |

## Manga
Adaptacja w formie mangi, zilustrowana przez Akagishi K, ukazuje się w magazynie internetowym „Comic Gardo” od 24 marca 2017. Następnie jej rozdziały zostały zebrane do wydań w formacie tankōbon, których pierwszy tom ukazał się 25 grudnia tego samego roku. Według stanu na 25 grudnia 2022, do tej pory wydano 9 tomów.
| Nr | Data wydania (język japoński) | ISBN (język japoński)  |
| -- | ----------------------------- | ---------------------- |
| 1  | 25 grudnia 2017               | ISBN 978-4-86-554297-4 |
| 2  | 25 kwietnia 2018              | ISBN 978-4-86-554341-4 |
| 3  | 25 stycznia 2019              | ISBN 978-4-86-554445-9 |
| 4  | 25 lipca 2019                 | ISBN 978-4-86-554529-6 |
| 5  | 25 stycznia 2020              | ISBN 978-4-86-554607-1 |
| 6  | 25 września 2020              | ISBN 978-4-86-554752-8 |
| 7  | 25 maja 2021                  | ISBN 978-4-86-554923-2 |
| 8  | 25 listopada 2021             | ISBN 978-4-82-400055-2 |
| 9  | 25 grudnia 2022               | ISBN 978-4-82-400373-7 |

Spin-off zilustrowany przez Momo Futabę, zatytułowany Tondemo Skill de isekai hōrō meshi: Sui no daibōken (jap. とんでもスキルで異世界放浪メシ スイの大冒険), jest publikowany w magazynie internetowym „Comic Gardo” od 24 sierpnia 2018. Pierwszy tom tankōbon ukazał się 25 stycznia 2019, natomiast  według stanu na 25 grudnia 2022, do tej pory wydano 7 tomów.
| Nr | Data wydania (język japoński) | ISBN (język japoński)  |
| -- | ----------------------------- | ---------------------- |
| 1  | 25 stycznia 2019              | ISBN 978-4-86-554444-2 |
| 2  | 25 lipca 2019                 | ISBN 978-4-86-554528-9 |
| 3  | 25 stycznia 2020              | ISBN 978-4-86-554606-4 |
| 4  | 25 września 2020              | ISBN 978-4-86-554751-1 |
| 5  | 25 maja 2021                  | ISBN 978-4-86-554922-5 |
| 6  | 25 listopada 2021             | ISBN 978-4-82-400054-5 |
| 7  | 25 grudnia 2022               | ISBN 978-4-82-400372-0 |

## Anime
Adaptacja w formie telewizyjnego serialu anime została zapowiedziana 29 października 2022. Seria została wyprodukowana przez studio MAPPA i wyreżyserowana przez Kiyoshiego Matsudę. Scenariusz napisała Michiko Yokote, postacie zaprojektowała Nao Ōtsu, a muzykę skomponowali Masato Kōda, Kana Utatane i Kuricorder Quartet. Anime było emitowane od 11 stycznia do 29 marca 2023 w TV Tokyo i innych stacjach. Motywem otwierającym jest „Zeitaku na saji” (jap. 贅沢な匙) autorstwa Van de Shop, końcowym zaś „Happy-go-Journey” w wykonaniu Yumy Uchidy. Prawa do dystrybucji serii poza Azją nabył Crunchyroll.
29 października 2023 zapowiedziano powstanie drugiego sezonu. Jego premiera zaplanowana jest na październik 2025.